# Oberea fusciventris
Oberea fusciventris là một loài bọ cánh cứng trong họ Cerambycidae.